# 량위성
량위성(중국어 간체자: 梁羽生, 1924년 4월 5일~2009년 1월 22일)은 홍콩의 무협 소설가이고, 1986년에 소설 분야를 은퇴한 이후로는, 1987년에 오스트레일리아(호주)로 건너가, 2009년 1월 22일에 별세할때까지 시드니에서 여생을 지냈다. 본명은 천원퉁(중국어 간체자: 陳文統)이다.
국민정부 시대 중화민국 장시 성 우저우 지역의 멍산에서 출생하여, 1929년 다섯살 때에 직계 일가족들과 함께 영국령 홍콩으로 이주한, 그의 대표작으로는 《칠검》, 《여도 옥나찰》, 《평종협영록》 등이 있다.
홍콩 링난 대학교 명예 문학박사 출신인 그는 1986년에 소설 분야를 은퇴한 이후로는, 1987년, 오스트레일리아로 건너간 이후 2009년 1월 22일, 시드니에서 별세하였다.

## 같이 보기
- 진융
- 구룽